# Stigmatochromis woodi
Stigmatochromis woodi es una especie de peces de la familia Cichlidae en el orden de los Perciformes.

## Morfología
Los machos pueden llegar alcanzar los 25 cm de longitud total.

## Hábitat
Es una especie de clima tropical. 

## Distribución geográfica
Se encuentra en África):  lago Malawi.  